# Pikkelyes csiga
A pikkelyes csiga vagy zártköldökű bokorcsiga (Monachoides vicinus) a Kárpátok erdeiben élő szárazföldi csigafaj.

## Megjelenése

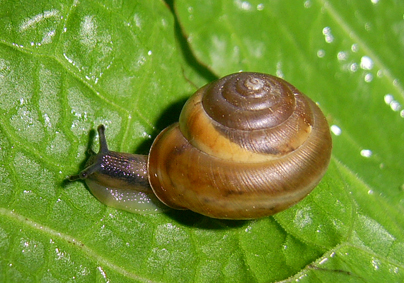
Pikkelyes csiga

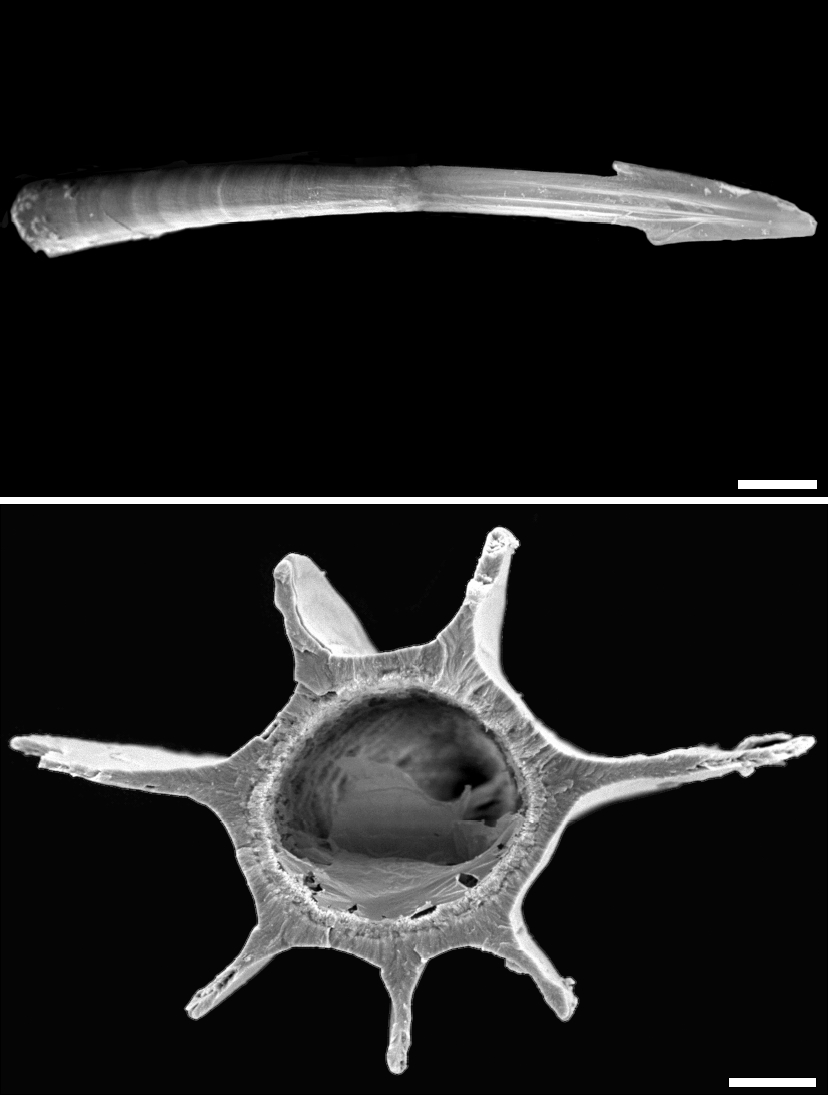
A pikkelyes csiga párosodáskor használt "szerelemnyila"

A pikkelyes csiga háza lapított kúp alakú, magassága 8,5-11,5 mm, szélessége 12–16 mm, 6-6,5 kanyarulatból áll. Héjának színe a sárgásszürkétől a vöröses szaruszínig terjedhet, felülete tompán fénylő, finoman vonalkázott. A felszínének a vörösínyű csigáéhoz hasonló rácsos mikroszerkezete van, de itt a pikkelyek elhelyezkedése jóval ritkább: 35/mm², szemben a másik kb 130 pikkelyével. Erős fehér ajakduzzanata a szájadék peremétől kissé beljebb helyezkedik el. Köldöke nagyon szűk és többnyire teljesen eltakarja a szájadék pereme. Az állat sárgás színű; kis, sötét köpenyfoltjai áttetszenek a ház vékony héján.

## Elterjedése
Elsősorban kárpáti faj (Szlovákia, Ukrajna, Románia), de élettere nyugaton Észak-Morvaországig (Csehország), északon a Szudétákig (Lengyelország) is kiterjed. Izolált populációi megtalálhatóak a Jura-hegységben és a magyarországi Bátorligeten. Bár nagy területen elterjedt, populációi szigetszerűek.

## Életmódja
Lombhullató- és fenyőerdőkben él 700 és 1500 m között, ahol az avarban vagy korhadó fatörzseken lehet megtalálni.
Magyarországon védett, természetvédelmi értéke 5 000 Ft.